# Brooklyn Park (Maryland)
Brooklyn Park – jednostka osadnicza w Stanach Zjednoczonych, w stanie Maryland, w hrabstwie Anne Arundel.